# آمارا دیوف
آمارا دیوف (به انگلیسی: Amara Diouf؛ زادهٔ ۷ ژوئن ۲۰۰۸) بازیکن فوتبال اهل سنگال است که در حال حاضر برای باشگاه فوتبال جنریشن فوت بازی می‌کند. 
از باشگاه‌هایی که در آن بازی کرده است می‌توان به باشگاه فوتبال جنریشن فوت اشاره کرد.
وی همچنین در تیم‌های ملی فوتبال زیر ۱۷ سال سنگال و سنگال بازی کرده است.